# Eremophila conferta
Eremophila conferta är en flenörtsväxtart som beskrevs av Chinnock. Eremophila conferta ingår i släktet Eremophila och familjen flenörtsväxter. Inga underarter finns listade i Catalogue of Life.